# 노르파드칼레
노르파드칼레(프랑스어: Nord-Pas de Calais)는 프랑스 북부에 위치한 레지옹으로 중심 도시는 릴이며 면적은 12,414km2, 인구는 4,050,706명(2012년 기준)이다.
북쪽과 동쪽으로는 벨기에와 국경을 접하며 남쪽으로는 피카르디, 서쪽으로는 영국 해협, 북서쪽으로는 북해와 접한다. 2개 주(노르주, 파드칼레주)를 관할한다. 2016년 1월 1일을 기해 시행된 레지옹 개편에 따라 노르파드칼레와 피카르디가 오드프랑스(옛 이름 노르파드칼레피카르디)로 합병되었다.